# Marathon aux Jeux olympiques d'été de 1932
Pour un article plus général, voir Athlétisme aux Jeux olympiques d'été de 1932.
Navigation
Amsterdam 1928 Berlin 1936
L'épreuve du marathon aux Jeux olympiques d'été de 1932 s'est déroulée le 7 août 1932 à Los Angeles, aux États-Unis. Elle est remportée par l'Argentin Juan Carlos Zabala.

## Résultats
| Rang               | Athlète                    | Pays            | Temps           | Notes |
| ------------------ | -------------------------- | --------------- | --------------- | ----- |
| Médaille d'or      | Juan Carlos Zabala         | Argentine       | 2 h 31 min 36 s | OR    |
| Médaille d'argent  | Sam Ferris                 | Grande-Bretagne | 2 h 31 min 55 s |       |
| Médaille de bronze | Armas Toivonen             | Finlande        | 2 h 32 min 12 s |       |
| 4                  | Dunky Wright               | Grande-Bretagne | 2 h 32 min 41 s |       |
| 5                  | Seiichiro Tsuda            | Japon           | 2 h 35 min 42 s |       |
| 6                  | Onbai Kin                  | Japon           | 2 h 37 min 28 s |       |
| 7                  | Whitey Michelsen           | États-Unis      | 2 h 39 min 38 s |       |
| 8                  | Oskar Hekš                 | Tchécoslovaquie | 2 h 41 min 35 s |       |
| 9                  | Taika Gon                  | Japon           | 2 h 42 min 52 s |       |
| 10                 | Anders Hartington Andersen | Danemark        | 2 h 44 min 38 s |       |
| 11                 | Hans Oldag                 | États-Unis      | 2 h 47 min 26 s |       |
| 12                 | Cliff Bricker              | Canada          | 2 h 47 min 58 s |       |
| 13                 | Michele Fanelli            | Italie          | 2 h 49 min 09 s |       |
| 14                 | Johnny Miles               | Canada          | 2 h 50 min 32 s |       |
| 15                 | Paul de Bruyn              | Allemagne       | 2 h 52 min 39 s |       |
| 16                 | François Bégeot            | France          | 2 h 53 min 34 s |       |
| 17                 | Fernando Cicarelli         | Argentine       | 2 h 55 min 49 s |       |
| 18                 | Eddie Cudworth             | Canada          | 2 h 58 min 35 s |       |
| 19                 | João Clemente da Silva     | Brésil          | 3 h 02 min 06 s |       |
| 20                 | Margarito Pomposo          | Mexique         | 3 h 10 min 51 s |       |
| -                  | José Ribas                 | Argentine       |                 | DNF   |
| -                  | Matheus Marcondes          | Brésil          |                 | DNF   |
| -                  | Jorge Perry                | Colombie        |                 | DNF   |
| -                  | Ville Kyrönen              | Finlande        |                 | DNF   |
| -                  | Lasse Virtanen             | Finlande        |                 | DNF   |
| -                  | Francesco Roccati          | Italie          |                 | DNF   |
| -                  | Santiago Hernández         | Mexique         |                 | DNF   |
| -                  | James Henigan              | États-Unis      |                 | DNF   |

## Légende
Records et Performances
- AR : Record continental (area record)
- CR : Record des championnats (championship record)
- MR : Record du meeting (meet record)
- NR : Record national (national record)
- OR : Record olympique (olympic record)
- PR : Record paralympique (paralympic record)
- PB : Record personnel (personal best)
- SB : Meilleure performance personnelle de la saison (season's best)
- WL : Meilleure performance mondiale de l'année (world leader)
- WJR : Record du monde junior (world junior record)
- WR : Record du monde (world record)

Circonstances et Conditions
- DNF : N'a pas terminé (did not finish)
- DNS : N'a pas pris le départ (did not start)
- DQ : Disqualification (disqualification)
- NM : Aucun essai valable enregistré (No Mark)
- Q : Qualifié « directement » au prochain tour (ou à la prochaine compétition), lors d'une compétition majeure, grâce au classement ou à la réalisation des minima (automatic qualifier)
- q : Qualifié au prochain tour (ou à la prochaine compétition), lors d'une compétition majeure, grâce au repêchage ou à la réalisation de l'une des meilleures performances parmi celles des « non qualifiés directement » (grâce au meilleur temps ou à la meilleure distance par exemple) (secondary qualifier)